# منصوره سگوند
منصوره سگوند (۱۰ مرداد ۱۳۸۴ – ۱۴ خرداد ۱۴۰۲) شهروند ایرانی اهل لرستان بود که مدتی به عنوان همیار پلیس با فرماندهی انتظامی جمهوری اسلامی ایران همکاری می‌کرد. او که دانشجوی رشته حقوق دانشگاه پیام نور آبدانان بود، در بحبوحه خیزش ۱۴۰۱ ایران دست از همکاری با پلیس برداشت و از معترضان حمایت کرد، ولی مدتی بعد بازداشت و به مرگ تهدید شد. وی در ۱۴ خرداد ۱۴۰۲ به‌طور مشکوک درگذشت.
رئیس دادگستری استان ایلام احضار یا بازداشت او را رد کرده است. ایران اینترنشنال در گزارشی بیان کرد که سگوند در ۹ خرداد از سوی نیروی انتظامی بازداشت و روز ۱۰ خرداد با قرار کفالت از بازداشتگاه نیروی انتظامی شهرستان آبدانان آزاد شده بود.

## درگذشت
پس از انتشار گزارش‌هایی دربارهٔ مرگ مشکوک منصوره، رئیس اورژانس استان ایلام و رئیس بیمارستان رسول اکرم آبدانان جان‌باختن او را تأیید کردند اما دلیل آن را «ایست قلبی» دانستند. پس از واکنش‌های گسترده در شبکه‌های اجتماعی و گمانه‌زنی دربارهٔ چگونگی این رخداد؛ خبرگزاری ایرنا، رسانه دولت ایران، گمانه‌زنی‌ها دربارهٔ این رویداد را «کشته‌سازی بی‌اساس» خوانده است. به گفته رئیس کل دادگستری استان ایلام او هنگام مرگ در خانه خود «تنها» بوده و هیچ علائمی مبنی بر درگیری یا ضربه بر روی جسد دیده نشده است.
به گفته مأموران اورژانس ایلام عصر روز یکشنبه ۱۴ خرداد ماه به آدرس خانه‌ای در شهر آبدانان فراخوانده می‌شوند و در آنجا با منصوره سگوند درحالی‌که در حالت «ایست قلبی و تنفسی و سیانوز» بوده رو به رو می‌شوند. او به بیمارستان رسول اکرم آبدانان منتقل می‌شود و اقدامات بی‌نتیجه بوده و عملیات درمانی متوقف می‌شود. مرگ او بدون هیچ بیماری زمینه‌ای و با توجه به آنچه که تهدیدها خوانده شده «مشکوک» توصیف شده است.
پس از درگذشت او هشتگ #منصوره_سگوند با بیش از ۱۲۰ هزار توییت، ترند اول توییتر فارسی شد. کاربران ایرانی در توییتر با استفاده از این هشتگ به مرگ او اعتراض کردند. در پی جنجالی شدن خبر مرگ او، رسانه‌های جمهوری اسلامی تلاش گسترده‌ای را آغاز کردند تا ثابت کنند مرگ او ربطی به مخالفت با حکومت ایران و کناره‌گیری او از نیروی انتظامی نداشته است.
پیکر او ۱۶ خرداد در فضایی امنیتی در روستای ریگ سفید از توابع خرم‌آباد به خاک سپرده شد.

## در اینستاگرام
در حساب اینستاگرامی که به نام «منصوره سگوند» فعال بوده، تصویری از او با چادر فرم نیروهای زن شاغل در نیروی انتظامی منتشر شده و آمده است «من منصوره سگوند اهل لرستان، در پلیس افتخاری نیروی انتظامی خرم‌آباد مشغول به کار بوده‌ام. زین پس هیچ‌گونه همکاری با نیروهای مسلح نخواهم داشت و با افتخار در کنار هموطنانم خواهم ماند.»
او همچنین در پست‌های خود از خاندان پهلوی حمایت کرده بود و در یکی از استوری‌های اینستاگرام با انتشار ویدئویی از محمدرضاشاه، با استفاده از هشتگ «من وکالت می‌دهم» به شاهزاده رضا پهلوی وکالت داد. سازمان صدا و سیمای جمهوری اسلامی ایران فیلمی از پدر و عموی او منتشر کرده که در آن پدر منصوره می‌گوید «ما عاشق نظام و رهبری هستیم و می‌دانیم دخترمان سکته کرده است و خبر دیگری نبوده است.»
ساعاتی پیش از مرگ او، یک استوری با مضمون تهدید به مرگ در حساب اینستاگرامی که به نام وی فعال بوده منتشر شده بود. در این استوری کوتاه نوشته شده است:
 «ما را از مرگ می‌ترسانند، انگار ما زنده‌ایم. تا ابد [و] یک روز، جانم فدای وطن. پاینده ایران.»